# Сауэрби, Джеймс
Джеймс Сауэрби (англ. James Sowerby; 1757—1822) — английский ботаник и миколог, известный ботанический иллюстратор.

## Биография
Джеймс Сауэрби родился в лондонском районе Ламбет 21 марта 1757 года в семье Джона Сауэрби и Арабеллы Гудрид. Сауэрби решил стать художником, в 1777 году поступил в Королевскую академию художеств. Затем стал преподавать рисование и писать портреты. Вскоре Джеймс заинтересовался ботанической иллюстрацией и стал изучать ботанику. Он был замечен некоторыми известными ботаниками, в 1786—1787 он создавал иллюстрации для книги французского ботаника Леритье де Брютеля. В 1787 году Сауэрби познакомился с Уильямом Кёртисом и стал иллюстрировать статьи его журнала Botanical Magazine. В 1788 году Джеймс опубликовал краткое пособие по созданию ботанических рисунков. Также художник познакомился с Дж. Э. Смитом, Д. Тёрнером и У. Уизерингом. Вместе со Смитом он был автором 36-томной книги English Botany, первый том которой был издан в 1790 году. В 1793 году Сауэрби стал действительным членом Лондонского Линнеевского общества. В 1797 году начала издаваться серия иллюстраций грибов с описаниями Coloured figures of British fungi. Кроме ботаники Сауэрби интересовался конхологией и минералогией. В 1807 году он был избран членом Геологического общества.
Джеймс Сауэрби был женат на Энн Бреттингем де Карл, у них было 9 детей. Двое их сыновей, Джордж Бреттингем и Джеймс де Карл, также стали ботаническими и зоологическими художниками. В 1815 году Энн Бреттингем умерла, через пять лет Джеймс женился на Мэри Кэтрин Рейнолдс. Джеймс умер 25 октября 1822 года в Ламбете.
Гербарные образцы и неизданные рукописи и иллюстрации Сауэрби хранятся в Лондонском музее естественной истории (BM), Эдинбургском ботаническом саду (E), Лондонском Линнеевском обществе (LINN) и Ливерпульском музее (LIV).

## Некоторые научные работы
- Sowerby, J. (1788). A botanical drawing-book. 12 p., 6 pl.
- Sowerby, J. (1789—1791). Flora luxurians. 16 p., 18 pl.
- Sowerby, J. (1795—1815). Coloured figures of British fungi. 3 fasc., 400 pl.

### Иллюстрации

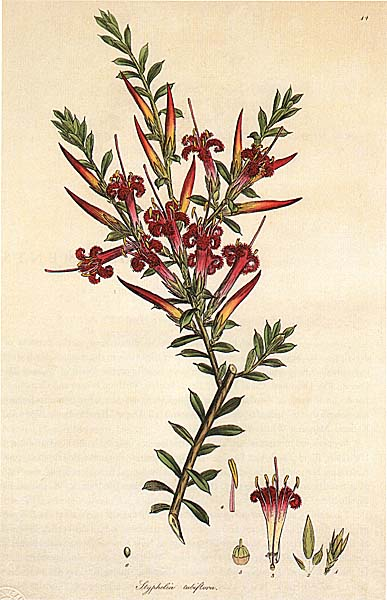
из A specimen of the botany of New Holland

- Lightfoot, J. (1777). Flora scotica.
- Curtis, W. (1777). Linnaeus's System of Botany. 3 pl.
- Curtis, W. (1775—1798). Flora Londinensis. 51 pl.
- L'Héritier de Brutelle, C.L. (1785—1791). Stirpes novae. 1 pl.
- Withering, W. (1785). An account of the foxglove.
- Relhan, R. (1785). Flora cantabrigensis. 7 pl.
- Dickson, J. (1785—1801). Fasciculi plantarum cryptogamicarum brittaniae.
- L'Héritier de Brutelle, C.L. (1787—1792). Geraniologia. 6 pl.
- Driver, A.; Driver, W. (1788). The pomona britanica. 8 pl.
- L'Héritier de Brutelle, C.L. (1789—1791). Sertum anglicum. 10 pl.
- Aiton, W. (1789). Hortus kewensis. 3 pl.
- Smith, J.E. (1790—1791). Plantarum icones hactenus ineditae. 2 pl.
- Smith, J.E. (1790—1792). Icones pictae plantarum rariorum descriptionibus et observationibus illustratae. 18 pl.
- Woodville, W. (1790—1793). Medical botany. 274 pl.
- Smith, J.E.; Sowerby, J. English botany.
- Salisbury, R.A. (1791). Icones stirpium rariorum. 20 pl.
- Smith, J.E. (1792). Spicilegium botanicum. 24 pl.
- Smith, J.E. (1793—1795). A specimen of the botany of New Holland. 16 pl.
- Fraser, J. Thalia dealbata. 1 pl.
- Thornton, R.J. (1799). New illustration of the sexual system of C. von Linnaeus. 1 pl.
- Lambert, A.B. (1803—1825). Description of the Genus Pinus. 10 pl.
- Smith, J.E.; Sowerby, J. (1804—1808). Exotic Botany. 120 pl.
- Sibthorp, J.; Smith, J.E. Flora graeca.
- Smith, J.E. (1807). An introduction to physiological and systematical botany. 15 pl.
- Keith, P. (1816). A system of physiological botany. 9 pl.
- Graves, G. (1822—1833). A monograph of the British grasses. 48 pl.

## Роды, названные в честь Дж. Сауэрби
- Sowerbaea Sm., 1798
- Sowerbyella Nannf., 1938